# ألبرت دي فريس
ألبرت دي فريس هو سياسي هولندي، ولد في 10 يوليو 1955 في ميديلبورخ في هولندا. نشط حزبياً في حزب العمل. وقد انتخب عضو مجلس نواب هولندا ‏ (20 سبتمبر 2012 – 22 مارس 2017).